# حدود المكسيك

خريطة تظهر المكسيك تحدها الولايات المتحدة شمالا و بليز و غواتيمالا جنوبا

تشترك المكسيك في الحدود الدولية مع ثلاث دول:
- شمالا، الحدود بين الولايات المتحدة والمكسيك ، والتي تمتد بطول 3,141 كيلومتر (1,952 ميل) [1] من خلال ولايات المكسيك التالية : باجا كاليفورنيا ، سونورا ، تشيهواهوا ، كواهويلا ، نويفو ليون وتاماوليباس .
- إلى الجنوب الشرقي، الحدود بين دولة بليز والمكسيك، بطول 251 كيلومتر (156 ميل) ، [2] ويحد الخط الحدودي من ولايتي كوينتانا رو وكامبيتشي ويقتصر تقريبًا على طول مسار نهر هوندو .
- أيضًا إلى الجنوب الشرقي، الحدود بين غواتيمالا والمكسيك، وهي بطول 871 كيلومتر (541 ميل) [3] وتمتد عبر ولايات كوينتانا رو ، كامبيتشي ، تاباسكو وشياباس ، وتشمل امتدادات ونهر أوسوماسينتا ونهر ساليناس ونهر سوتشيتي .

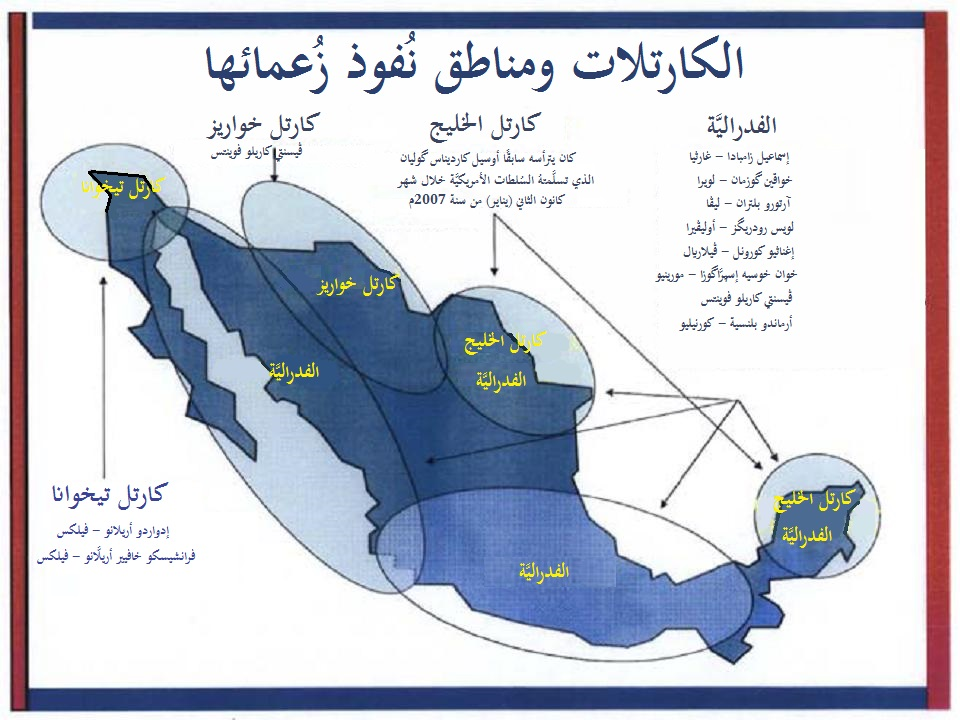
نسخة مُعرَّبة عن خريطة أصدرتها الحُكومة الأمريكيَّة تُحدد مناطق نُفوذ كبار مُهربي وتُجَّار المُخدرات في المكسيك، في سبيل مُساعدة الحُكومة المكسيكيَّة على مُحاربتهم.